# آرنو سارینن
آرنو سارینن (فنلاندی: Arno Saarinen; ۱۱ سپتامبر ۱۸۸۴ – ۷ فوریهٔ ۱۹۷۰) ژیمناست اهل فنلاند بود.
وی در مسابقات کشوری و بین‌المللی در مجموع برندهٔ ۱ مدال برنز شده‌است.